# Amstel (Den Haag)
Amstel is een historisch Nederlands merk van bromfietsen.
Deze bromfietsen werden geproduceerd door de Hollandsche Motoren Fabriek in Den Haag.
In de jaren 1951-1954 werden er bromfietsen onder de naam Amstel geproduceerd of geïmporteerd door de N.V. Gruno & Adek Rijwielfabrieken in Nijmegen. Deze hadden een VAP-blokje en werden tevens verkocht onder de namen Adek en Gruno. Ze werden ook door de Hollandsche Motoren Fabriek verkocht. Hier ligt waarschijnlijk een link tussen de N.V. Gruno en R.S. Stokvis: de fietsen van R.S. Stokvis werden gebouwd door de firma Gruno in Winschoten, die later verhuisd zou zijn naar Uden. (Zie ook RAP).
De HMF verkocht de Amstel-VAP bromfietsjes maar kort, maar in 1953 adverteerde men met een bromfietstandem, die eveneens werd aangedreven door een VAP-blokje. Ook dit model was geen lang leven beschoren.
- Voor andere merken met dezelfde naam, zie Amstel (Naarden) en Amstel (Stokvis).